# Dvokrilnik
Dvókrílnik (dvókrílec, dvókrílno letálo ali bíplan), je letalo z dvema paroma glavnih kril, eno nad drugim. To je tip starejših letal iz obdobja pred in med prvo svetovno vojno, ko letalski motorji še niso imeli zadostne moči. To je zahtevalo čim manjšo maso letala, uporabljeni materiali pa zaradi nizke trdnosti niso dopuščali izdelave zadosti trdnih kril z večjim razponom. Zaradi tega se je ustrezno silo vzgona zagotovilo s parom kril manjšega razpona.
Najbolj znano letalo te vrste je sovjetsko letalo An-2, ki se je ohranilo v uporabi vse do danes. Konstrukcija dvokrilnih letal ima nekaj prednosti, krili dosežeta veliko več vzgona kot krila pri enokrilnikih. Zaradi izboljšane konstrukcijske tehnike in boljših materialov, kot tudi potrebe po večjih hitrostih je proizvodnja večine dvokrilnikov v poznih 1930 počasi zamrla. Za sovjetske oborožene sile sta bila v prvih dneh druge svetovne vojne pomembna tedaj že zastarela dvokrilna lovca Čajka I-15 in I-153.
Nekatera akrobatska letala so dvokrilna zaradi manjšega razpona kril, kar omogoča veliko okretnost po nagibu (tj. okrog vzdolžne osi letala).